# Therapie
Therapie (altgriechisch θεραπεία therapeia „Dienst, Pflege, Heilung, Behandlung“, von θεραπεύειν therapeuein „heilen, dienen“) oder Behandlung bezeichnet alle Maßnahmen, die darauf abzielen, Behinderungen, Krankheiten und Verletzungen oder seelische Traumata positiv zu beeinflussen. Die Voraussetzung für Therapie und die Anwendung von Heilverfahren ist eine zuvor erlangte Diagnose. Ziel eines Therapeuten ist es, eine Heilung zu ermöglichen oder zu beschleunigen, zumindest aber die Symptome zu lindern oder zu beseitigen und körperliche oder psychische Funktionen wiederherzustellen.
Um eine entsprechende Therapie empfehlen zu können, muss zunächst eine Diagnostik vorgenommen werden. Dazu werden Beschwerden, Anamnese und verschiedene Untersuchungsbefunde beurteilt und eingeordnet. Die eigentliche Therapie besteht dann aus Maßnahmen zur Behebung der Beschwerden oder vorzugsweise der Krankheitsursache. Wenn eine Therapie angemessen zur Behandlung eines Krankheitsbilds ist, spricht man von einer Indikation (dem „Angezeigtsein“ einer bestimmten Behandlung).

## Therapeutik
Die Therapeutik (altgriechisch θεραπευτική (τέχνη) therapeutikē (technē) „Heilkunst“) hatte ursprünglich (im Verständnis der Humoralpathologie) die Harmonisierung eines entgleisten Säftegleichgewichts im Organismus zum Ziel. In moderner Auffassung ist sie die Lehre von den Heilverfahren, die sich mit Therapieformen und Therapiemethoden, ihrer Wirkungsweise sowie ihrem Anwendungsspektrum beschäftigt.

## Therapie
Ein wichtiger Teil der meisten Therapien ist die Kommunikation zwischen Therapeut und Patient. Sie trägt dazu bei, dass die Behandlung den subjektiven Bedürfnissen des Patienten gerecht wird und verbessert die Möglichkeiten des Patienten, selbst auf einen günstigen Krankheitsverlauf hinzuwirken. Die psychiatrische Therapie stützt sich sogar vorrangig auf Methoden systematischer Kommunikation.
Therapie beruht auf einer direkten oder indirekten Einwirkung des Therapeuten auf den Patienten. Die Möglichkeiten der Einwirkung sind dabei vielfältig:
- In der Chirurgie wird der Körper des Patienten mit Werkzeugen manipuliert (Operation).
- Die Innere Medizin stützt sich vorwiegend auf die Verabreichung von Medikamenten (Pharmakotherapie, Chemotherapie) oder die Entfernung von pathologischen Flüssigkeiten (Punktion von Aszites oder eines Pleuraergusses). Ferner gibt es Strahlentherapien (Radiotherapien) mit ionisierender Strahlung (v. a. gegen bösartige Tumoren) oder mit einzunehmenden oder. eingebrachten, strahlenden Substanzen (Radiojodtherapie gegen einige Geschwülste der Schilddrüse, Kontaktbestrahlung von inoperablen Tumoren mittels implantierter Kapseln). Es werden aber auch Lichttherapien bei Hautkrankheiten oder Depressionen oder die Elektrokonvulsionstherapie unter Narkose zur Durchbrechung einer schweren Depression eingesetzt.
- Die Physiotherapie bedient sich physikalischer Mittel wie Strom, Wärme- bzw. Kältetherapie, Behandlungen im Wasser, der Heilgymnastik und der Manuellen Therapie. Sie wird großteils im Bereich der Heilung des Bewegungsapparates angewendet.[2]
- Psychotherapie dient der Behandlung psychisch, emotional und psychosomatisch bedingter Krankheiten, Leidenszustände oder Verhaltensstörungen mit Hilfe verschiedener Formen verbaler und nonverbaler Kommunikation. Dazu zählen tiefenpsychologische und verhaltenstherapeutische Ansätze ebenso wie Künstlerische Therapien (Kunsttherapie, Theatertherapie, Musiktherapie, Tanztherapie) und neuerdings Formen der virtuellen Rehabilitation.

Gewöhnlich muss die Wirksamkeit eines Therapieverfahrens einer Überprüfung nach wissenschaftlicher Methode standhalten können, um von der wissenschaftlichen Medizin als anerkannt zu gelten (siehe auch: evidenzbasierte Medizin). Dennoch werden, vor allem außerhalb von Krankenhäusern und Arztpraxen, oft Methoden eingesetzt, die diese Anforderung nicht erfüllen (etwa die Alternativmedizin und die Naturheilkunde).

## Therapieformen
Bei einer Therapie kann man unterscheiden zwischen:
- der „allgemeinen“ Therapie, die sich am Gesamtzustand des Patienten orientiert.
- der „speziellen“ Therapie, die auf konkrete Details der Symptomatik eingeht.

Je nach Ziel und Zweck stellt man dem Wort Therapie weitere Adjektive hinzu:
- kausal, wenn sie die krankheitserregende Ursache beseitigt oder dies zumindest anstrebt (also z. B. die verantwortlichen Bakterien einer bakteriellen Lungenentzündung direkt antibiotisch bekämpft)
- symptomatisch, wenn sie sich lediglich auf das Lindern vorhandener Beschwerden und nicht auf die auslösende Ursache richtet (z. B. schleimlösende Hustenmittel bei akuter Bronchitis, Asthmaspray im Asthmaanfall, nicht-medikamentöse Therapie bei Demenz).
- kurativ, wenn sie die Genesung des Patienten (von mindestens einer definierten Krankheit) zum Ziel hat
- palliativ, wenn sie lediglich Symptome lindert oder Komplikationen vorbeugt, ohne gegen das Grundleiden selbst zu wirken (z. B. operatives Wiederaufweiten der bösartig zugewucherten Atemwege bei Bronchialkarzinom zur besseren Atmung).
- konservativ, wenn sie mit Hilfe von Medikamenten und/oder physikalischen Maßnahmen erfolgt.
- operativ, wenn sie auf die chirurgische Behandlung mittels Operation eines Krankheitszustandes abzielt.
- supportiv (oder unscharf adjuvant), wenn die unerwünschten Nebenwirkungen einer (meist antitumorösen) Behandlung behandelt werden (z. B. Brechreiz lindernde Medikamente bei Übelkeit durch zytostatische Chemotherapie)
- kalkuliert, wenn es aus Erfahrung (z. B. unverhältnismäßiger Aufwand in der Allgemeinmedizin oder bei akuter Lebensgefahr) nicht praktikabel ist, eine gesicherte Diagnose abzuwarten und man bereits auf Verdacht beginnt zu behandeln (z. B. sofortige Gabe von Antibiotika bei Verdacht auf eine bakterielle Hirnhautentzündung)
- elektiv, wenn der Zeitpunkt des Eingriffs relativ frei bestimmt werden kann (wie bei vielen ambulanten Operationen)
- frustran, wenn sie vergeblich ist (z. B. frustrane Wiederbelebung)
- präventiv, wenn es die vorsorgliche Behandlung einer noch nicht ausgebrochenen, aber wahrscheinlich zukünftig auftretenden Erkrankung ist (z. B. eine spezielle Diät schon vor Auftreten erster Symptome bei gewissen, in Routineuntersuchungen festgestellten angeborenen Stoffwechselkrankheiten: siehe Screening).
- Prophylaxe (Zahnmedizin) im Sinne der Therapie potentiell Zahnerkrankungen auslösender Faktoren.

Die Impfungen sind eine Stärkung des Körpers gegen die Anfälligkeit gegenüber möglichen Infektionskrankheiten (Schutzimpfungen) und damit keine Therapie im engeren Sinne. Anders, wenn eine Infektion mit hoher Wahrscheinlichkeit bereits erfolgt ist. In diesem Fall ist die Inkubationszeit des Erregers noch nicht vollständig abgelaufen (der Erreger ist also noch nicht „angegangen“). In diesem Fall handelt es sich um eine therapeutische Impfung (z. B. bei Verdacht auf Tollwut) mit der man den Erreger gewissermaßen „überholen“ kann, so dass er auf ein vorbereitetes Immunsystem trifft.

## Übertherapie und Fehltherapie
Eine unsinnige Ausweitung von Therapie (und Diagnostik) nennt man Polypragmasie. Sie ist ein Behandlungsfehler und kann zu Komplikationen führen.

## Therapieresistenz
Von einer Therapieresistenz wird gesprochen, wenn ein kranker Mensch nicht (mehr) auf Behandlungen anspricht. Die Behandlung wurde dabei nach aktuellem Wissensstand fachlich korrekt durchgeführt und hätte im Regelfall mindestens zu einer Besserung der Symptomatik oder im günstigsten Fall zu einer Heilung führen müssen. Ist dies nicht gegeben, wird der Zustand als therapieresistent (oder therapierefraktär) bezeichnet. Dann muss über alternative Therapieverfahren nachgedacht werden. Möglich ist jedoch auch, dass der Patient als austherapiert eingestuft werden muss und die weitere Behandlung keinen heilenden (kurativen) Anspruch mehr hat.